# Schwezow ASch-2K
Der Schwezow ASch-2K (russisch Швецов АШ-2К) war ein Flugmotor mit 28 Zylindern aus sowjetischer Produktion. Er wurde Ende der 1940er- bis Anfang der 1950er-Jahre im Flugmotorenwerk Awiadwigatel in Perm entwickelt.
Es war ein luftgekühlter 28-Zylinder-Mehrfachsternmotor mit vier hintereinander angeordneten 7-Zylinder-Sternen. Die vier 7-Zylinder-Sterne waren um jeweils 12,857...° (360°/28) versetzt, so dass die hinteren Zylinderebenen zwischen den davorliegenden hindurchschauten, um jeweils einen möglichst effektiven Luftstrom zur Kühlung abzubekommen. Seine einteilige Kurbelwelle besaß vier Kröpfungen, die um jeweils 90° versetzt angeordnet waren. Dadurch wurde eine gleichmäßige Zündfolge gewährleistet (alle 25,714...° Kurbelwellenumdrehung eine Zündung). Das Triebwerk war kompressorgeladen, um die Leistung zu erhöhen. Im Jahre 1949 erreichte es 4700 PS.
Sein Vorläufer war der ASch-2TK (АШ-2ТК) von 1946, der sich lediglich in der Aufladung und der Leistung von 4300 PS unterschied.
Wie auch der Dobrynin WD-4K war der ASch-2K als Antrieb für den strategischen Langstrecken-Bomber Tupolew Tu-85 vorgesehen.
Durch die rasche Entwicklung der Turbopropantriebe wurden die Kolbenmotoren als Flugzeugantriebe bald verdrängt, denn Turboproptriebwerke erreichen für Kolbenmotoren meist unerreichbare massenspezifische Leistungen (Leistung pro Triebwerksmasse) und haben weiterhin sehr kompakte Abmessungen. In der Sowjetunion wurden die nachfolgenden Bomber oft mit den Kusnezow NK-12 (so beispielsweise die Tupolew Tu-95) angetrieben, die auch heute noch die stärksten jemals gebauten Turboproptriebwerke weltweit sind.
Weitere Beispiele für derart große, luftgekühlte Kolbentriebwerke sind sehr selten. Lediglich der US-amerikanische Pratt & Whitney R-4360 ist hier noch zu nennen. Er war von derselben Bauart – ein 28-Zylinder-Vierfachsternmotor.

## Technische Daten
- Motortyp: 28-Zylinder-Vierfachstern-Kompressor-Ottomotor (vier 7-Zylinder-Sterne)
- Leistung: 3460 kW (4700 PS)
- Drehzahl: 2800/min
- Hubraum: 82,42 Liter
- Hub: 155,0 mm
- Bohrung: 155,5 mm
- spezifischer Kraftstoffverbrauch: 260 g/PSh
- Masse: 2550 kg
- Länge 3200 mm
- Durchmesser: 1580 mm